# Олійники (Полтавський район)
Олі́йники — село в Україні, у Новосанжарській селищній громаді Полтавського району Полтавської області. Населення становить 30 осіб. До 2020 орган місцевого самоврядування — Малокобелячківська сільська рада.

## Географія
Село Олійники знаходиться за 1 км від лівого берега річки Малий Кобелячок, вище за течією на відстані 1 км розташоване село Малий Кобелячок, нижче за течією на відстані 1 км розташоване село Козуби.
Через село проходить автомобільна дорога М22 (E584). Відстань до райцентру становить майже 9 км і проходить автошляхом місцевого значення.

## Населення

### Мова
Розподіл населення за рідною мовою за даними перепису 2001 року:
| Мова       | Кількість | Відсоток |
| ---------- | --------- | -------- |
| українська | 30        | 100%     |

## Історія
12 червня 2020 року, відповідно до розпорядження Кабінету Міністрів України № 721-р «Про визначення адміністративних центрів та затвердження територій територіальних громад Полтавської області», село увійшло до складу Новосанжарської селищної громади.
19 липня 2020 року, в результаті адміністративно - територіальної реформи та ліквідації Новосанжарського району, село увійшло до складу новоутвореного Полтавського району Полтавської області.